# Aristosuchus pusillis
Aristosuchus pusillis és una espècie de petit dinosaure celurosaure que va viure al Cretaci inferior, fa uns 125 milions d'anys. Era un teròpode bípede i carnívor. Es pensa que aquest predador feia uns 2 metres de longitud i s'estima que pesava uns 30 kg. Es va trobar a dipòsits del Cretaci inferior d'Anglaterra, a l'illa de Wight.